# Amietia chapini
Amietia chapini é uma espécie de anfíbio da família Ranidae.
É endémica de República Democrática do Congo.
Os seus habitats naturais são: florestas subtropicais ou tropicais húmidas de baixa altitude e rios.